# Bildende Kunst in Ostfriesland im 20. und 21. Jahrhundert
Bildende Kunst in Ostfriesland im 20. und 21. Jahrhundert mit dem Untertitel Ein Künstlerlexikon ist ein biographisches Nachschlagewerk, in dem Leben und Werk von rund 400 bildenden Künstlern porträtiert werden. Es gilt als Standardwerk zur Kunst Ostfrieslands und als wichtige Ergänzung zum Biographischen  Lexikon für Ostfriesland.

## Ausstattung
Das einbändige Lexikon präsentiert auf 495 Seiten mehr als 400 ostfriesische Künstler, hauptsächlich Maler und Graphiker, dazu selten auch Bildhauer und Holzschnitzer des 20. und des 21. Jahrhunderts. Damit ist es das für die Region umfangreichste Nachschlagewerk seiner Art. Die Künstler werden mit Lebenslauf und stilistischer Einordnung vorgestellt. Eine Werkauswahl aus öffentlichen und benennbaren Privatsammlungen sowie Literaturangaben zur weiteren Vertiefung runden die Einzelbeiträge ab. Die Werke selbst zeigt das Lexikon dagegen nicht.
Die Biografien wurden von mehreren Autoren verfasst, für den Großteil ist der Herausgeber Walter Baumfalk verantwortlich. Der Jurist wurde 1936 in Breyell geboren. Er beschäftigt sich seit mehr als 30 Jahren intensiv mit der bildenden Kunst in Ostfriesland und hat in dieser Zeit eine rund 600 Werke umfassende Sammlung zur regionalen Kunst in Ostfriesland aufgebaut. Diese brachte er 2011 in die „Stiftung bildende Kunst und Kultur in der deutsch-niederländischen Ems-Dollart-Region“ ein. Diese Sammlung ist Grundlage der „neuen Galerie“ für die bildende Kunst in Ostfriesland im 20. und 21. Jahrhundert im Ostfriesischen Landesmuseum Emden.

## Ausgaben
Das Künstlerlexikon erschien im Verlag der „Ostfriesische Landschaft“. Herausgeber ist der Auricher Walter Baumfalk. Die Erstauflage erschien 2016, die zweite Auflage 2020. Ihr Inhalt setzt sich zu 50 Prozent aus neuen  Forschungsergebnissen zusammen. Zudem hat Baumfalk weitere Künstler in die überarbeitete Version aufgenommen.
- Walter Baumfalk: Bildende Kunst in Ostfriesland im 20. und 21. Jahrhundert. Ein Künstlerlexikon.
  - 1. Auflage:  Ostfriesische Landschaftliche Verlags- und Vertriebsgesellschaft, Aurich 2016, ISBN 978-3-940601-33-9.
  - 2. überarbeitete und erweiterte Auflage: Ostfriesische Landschaftliche Verlags- und Vertriebsgesellschaft, Aurich 2020, ISBN 978-3-940601-59-9 (Inhaltsverzeichnis).